# Hipotètica victòria de l'Eix a la Segona Guerra Mundial

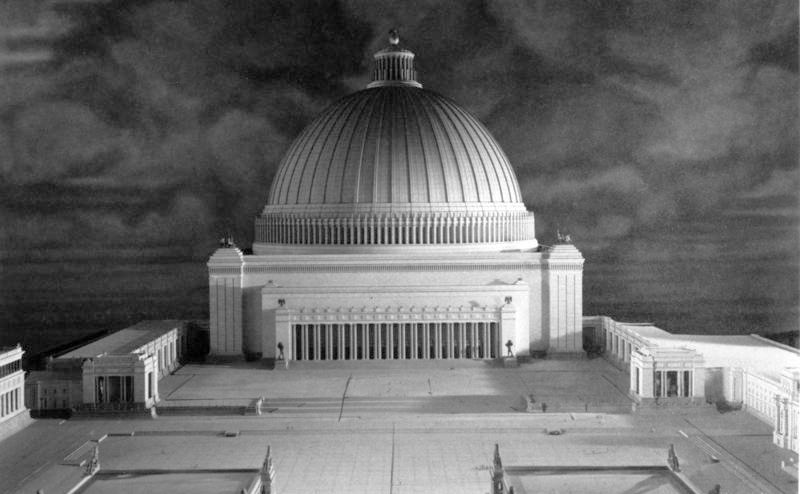
Model de la Volkshalle a la Welthauptstadt Germania, part la visió d'Adolf Hitler sobre el futur de l'Alemanya nazi després de la victòria prevista a la Segona Guerra Mundial.

Una hipotètica victòria militar de les potències de l'Eix sobre els Aliats de la Segona Guerra Mundial (1939–1945) és un tema comú a la literatura especulativa. Les obres d'història alternativa (ficció) i de història contrafactual (no ficció) inclouen històries, novel·les, espectacles i mitjans mixts que sovint exploren la vida pública i privada especulativa en terres conquerides per la coalició, les principals potències de la qual eren l'Alemanya nazi, la Itàlia feixista i el Japó imperial.
La primera obra del gènere va ser Swastika Night (1937), de Katherine Burdekin, una novel·la britànica publicada abans que l'Alemanya nazi iniciés la Segona Guerra Mundial el 1939. Les novel·les posteriors d'història alternativa inclouen L'home del castell (1962) de Philip K. Dick, SS-GB (1978) de Len Deighton i Fatherland (1992) de Robert Harris. Les històries tracten de la política, la cultura i les personalitats que haurien permès les victòries del feixisme contra la democràcia i de la psicologia de la vida quotidiana a les societats totalitàries. Les novel·les presenten històries de com els ciutadans normals haurien tractat l'ocupació militar feixista i els ressentiments d'estar sota la dominació colonial.
La literatura utilitza el terme llatí Pax Germanica per descriure aquests resultats ficticis de la postguerra. El concepte es deriva del de Pax Romana i segueix la tendència dels historiadors encunyar variants del terme per descriure altres períodes de pau relativa, ja siguin establertes o intentades, com ara Pax Americana, Pax Britannica, Pax Sovietica (vegeu pax imperia; derivats de Pax Romana).
Acadèmics com Gavriel David Rosenfeld a The World Hitler Never Made: Alternate History and the Memory of Nazism (2005), han investigat les representacions mediàtiques de la 'victòria nazi'.

## Representacions de les potències de l'eix

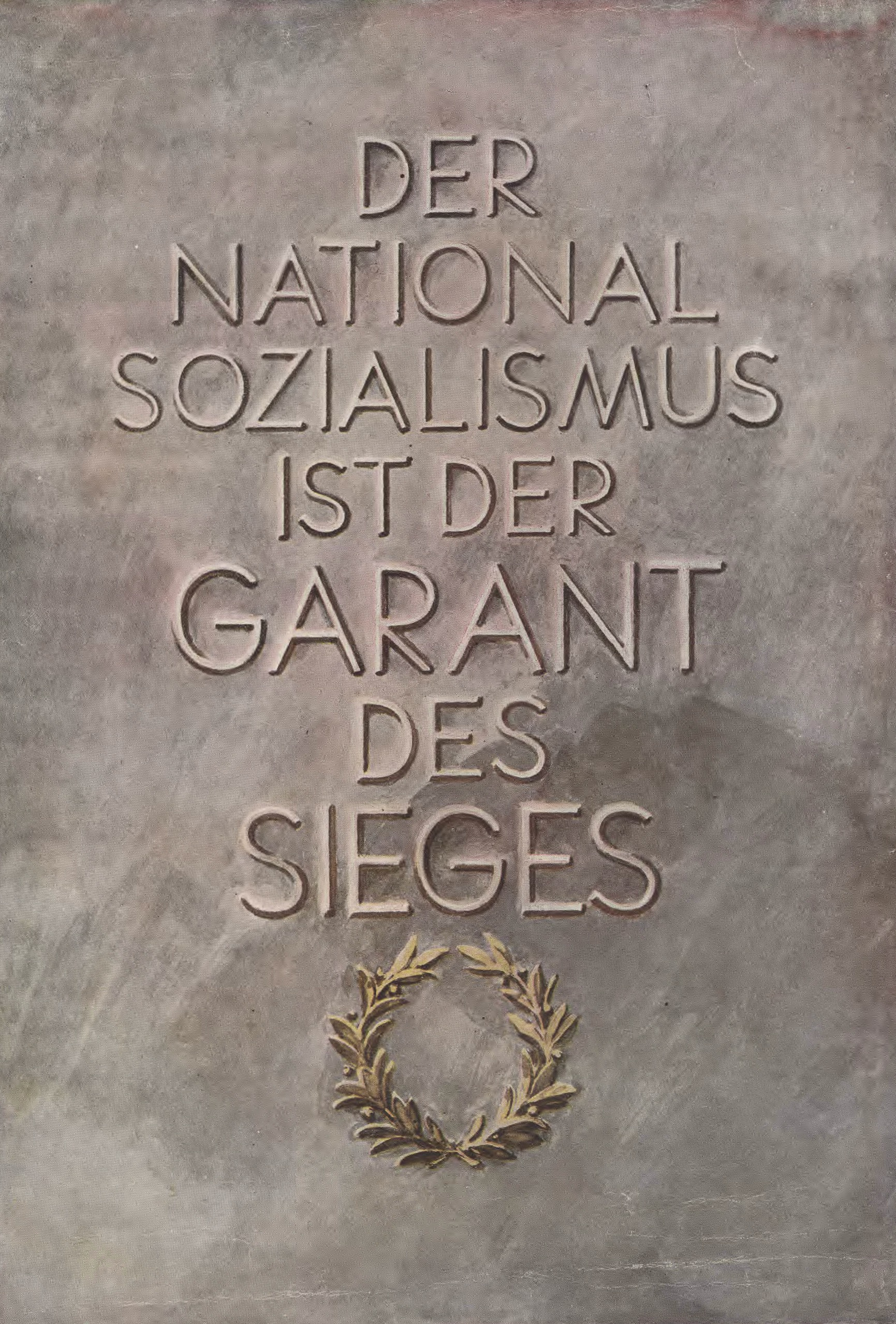
El Wochenspruch der NSDAP de 26 de gener de 1941 afirma que "el nacionalsocialisme és el garant de la victòria".

El Reich segons "Fatherland"

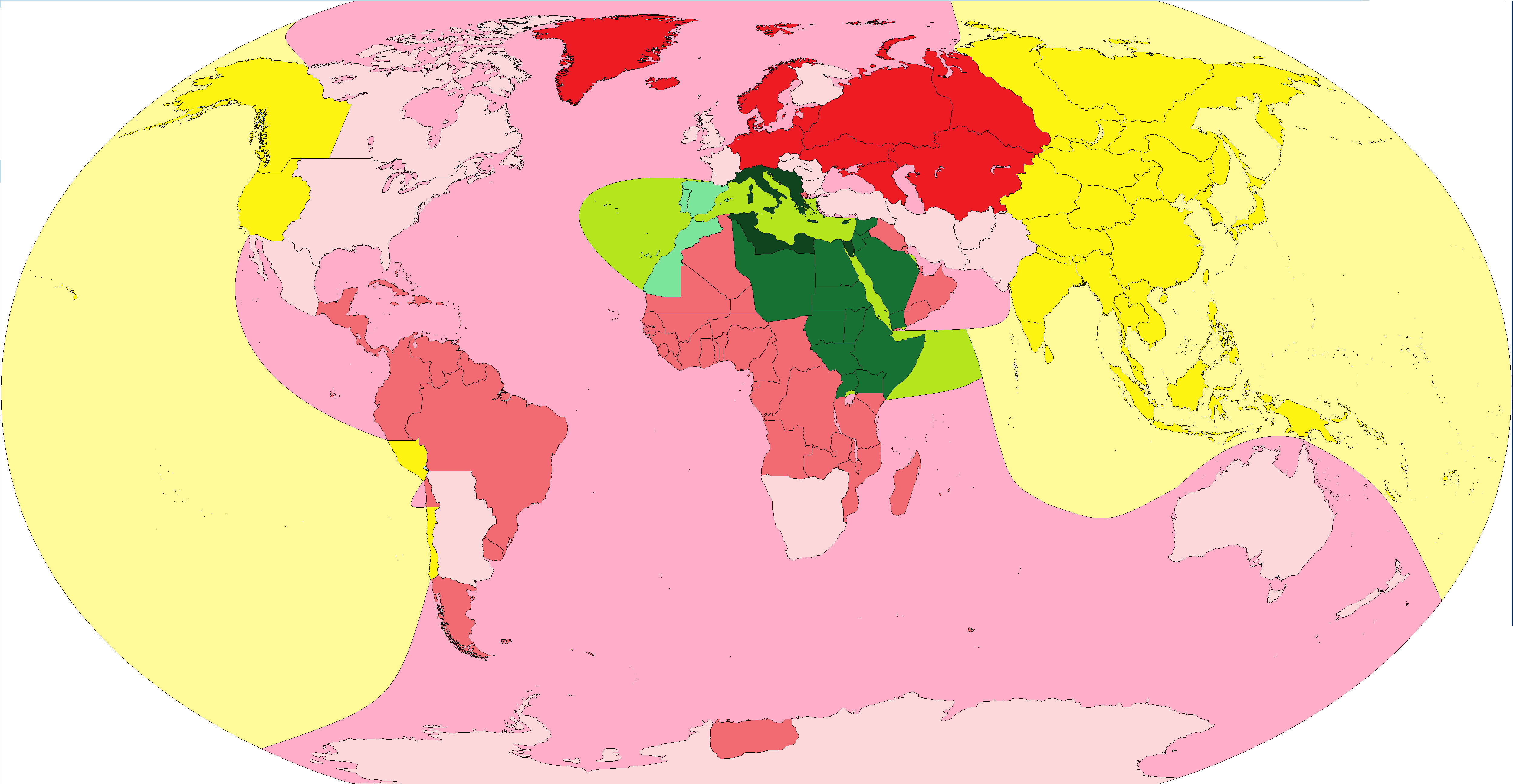
Mapa del món a "L'home del castell"

### Temes
Helen White va afirmar que un món hipotètic en què l'Alemanya nazi va guanyar la Segona Guerra Mundial és un lloc més dur i més trist per viure que el món real, on l'Alemanya nazi i les potències de l'Eix van perdre la guerra el 1945. La literatura sobre hipotètiques victòries militars de les potències de l'Eix ha estat generalment obres literàries en anglès de la Commonwealth britànica i dels Estats Units, ja que aquests protagonistes tendeixen a viure els esdeveniments des de la perspectiva de la derrota militar i l'ocupació militar estrangera.
El to literari de la ficció de la història alternativa presenta la victòria militar de les potències de l'Eix com un rerefons de melancolia sobre el qual el lector veu el desenvolupament de la trama política  en una atmosfera socialment tensa d'ocupació estrangera i dominació socioeconòmica.
La història social de SS-GB (1978), de Len Deighton, conclou amb una incursió d'un comando esetatunidenc a la Gran Bretanya ocupada pels nazis, per rescatar científics nuclears britànics, mentre que la Resistència britànica manté l'esperança d'un eventual alliberament militar per part dels Estats Units. A Clash of Eagles (1990), de Leo Rutman, la gent de la ciutat de Nova York es rebel·la contra l'ocupació nazi dels EUA.
Algunes representacions se centren en les contradiccions del nazisme, cosa que suggereix que fins i tot amb un triomf militar, el sistema finalment començaria a col·lapsar-se pel seu propi pes. A Fatherland (1992), de Robert Harris, el Gran Reich Alemany s'enfronta a una crisi econòmica que obliga Hitler a buscar una relació amb els EUA; al final de la història, els protagonistes van frustrar aquest esforç exposant l'Holocaust al poble estatunidenc. In the Presence of Mine Enemies (2003) d'Harry Turtledove presenta el món nazi dues generacions després de la seva victòria a la Segona Guerra Mundial, en un temps i un lloc que van permetre la liberalització política i la democratització. Al mod The New Order: Last Days of Europe del videojoc Hearts of Iron IV mostra el declivi del Reich gràcies a l'estancament econòmic i les relacions hostils amb els seus antics aliats. Es pot trobar un altre exemple a la trama del videojoc Wolfenstein: Youngblood, ambientat en una dècada alternativa de 1980; Els generals d'alt rang de les SS estan intentant establir un Quart Reich per reemplaçar el Reich inestable i corrupte després que aquest va perdre la major part del seu poder a causa de l'alliberament d'Amèrica i la desaparició de líders nazis com el fictici Deathshead i Frau Engel, així com el mateix Hitler, a la dècada de 1960.

### Les primeres representacions
La novel·la Swastika Night (1937) presenta el món de la postguerra nascut de la victòria de les potències de l'Eix: una dictadura caracteritzada per molta "violència i sense sentit" que es justifiquen per la "irracionalitat i superstició". Publicada dos anys abans que l'Alemanya nazi comencés la Segona Guerra Mundial el 1939, Swastika Night és una obra de la història futura i no una obra de la història alternativa. El crític literari Darragh McManus, va dir que tot i que la història i la trama de la novel·la són "un gran salt d'imaginació, Swastika Night planteja un [món] terriblement coherent i plausible", que "tenint en compte quan es va publicar, i el poc que sabem de l'règim nazi avui que entenem, la novel·la és estranyament profètica i perceptiva sobre la naturalesa del nazisme".
El conte, I, James Blunt (1941), és una obra de propaganda de guerra ambientada en un setembre fictici de 1944, quan la Gran Bretanya està sota el domini nazi. La història s'explica a través de les entrades d'un diari, que descriu les conseqüències socials i econòmiques de l'ocupació militar com els treballadors britànics enviats a les drassanes de l'Alemanya nazi i Escòcia per construir vaixells de guerra per atacar els EUA. La història curta conclou amb el diarista exhortant el lector a assegurar-se que la història de l'ocupació nazi de la Gran Bretanya segueixi sent ficció.
La novel·la We, Adolf I (1945) presenta una victòria nazi a la batalla de Stalingrad que va permetre a Hitler coronar-se emperador del món. A Berlín, els nazis construeixen un palau imperial amb elements arquitectònics de la Torre Eiffel i l'Estàtua de la Llibertat. En el transcurs de la història, el dèspota Hitler entra en un matrimoni dinàstic amb la princesa imperial japonesa en un esforç per produir un hereu feixista que governi el món després de Hitler.
L'últim jueu: una novel·la (Ha-Yehudi Ha'Aharon, 1946) explica la història futura d'un món nazi governat per la Lliga de Dictadors. La Lliga de Dictadors planeja l'execució pública de l'últim jueu com a entreteniment durant els Jocs Olímpics. Abans que es puguin adonar de l'espectacular mort de l'últim jueu, l'excessiva proximitat de la Lluna a la Terra, conseqüència negativa de la colonització lunar nazi, provoca una catàstrofe que extinge la vida al planeta Terra. La novel·la va ser escrita per l'autor jueu Jacob Weinshal i no s'ha de confondre amb la novel·la L'últim jueu de Yoram Kaniuk, que ha estat traduïda a l'anglès.
L'obra teatral Peace in Our Time (1947), de Noël Coward explora la naturalesa del domini feixista a Londres i examina els efectes nocius de l'ocupació militar. sobre la salut mental de l'home comú i la dona comuna. Com a dramaturg, Coward va ser inclòs al Llibre negre de la Gestapo dels enemics de l'estat per ser arrestats un cop finalitzada l'Operació Lleó Marí, la conquesta nazi de Gran Gran Bretanya.
La novel·la L'home del castell (1962) presenta una victòria de l'Eix després que Franklin D. Roosevelt fos assassinat el 1933 i els Estats Units siguin dividits entre l'Alemanya nazi i el Japó imperial.

### Descripcions posteriors
Altres representacions notables de la victòria de l'Eix són:

#### Literatura
- The Sound of His Horn de Sarban (1952)
- "Living Space" bd’Isaac Asimov (1956)
- The Big Time de Fritz Leiber (1957)
- Two Dooms de C. M. Kornbluth (1958)
- The Man in the High Castle de Philip K. Dick (1962)
- Wenn das der Führer wüsste d’Otto Basil (1966)
- The Iron Dream de Norman Spinrad (1972) representa una al·legoria de ciència-ficció/fantasia d'una victòria nazi
- The Ultimate Solution de Erik Norden (1973)
- SS-GB de Len Deighton (1978)
- The Divide de William Overgard (1980)
- The Proteus Operation de James P. Hogan (1985)
- Thor Meets Captain America de David Brin (1986)
- Moon Of Ice de Brad Linaweaver (1988)
- The Last Article de Harry Turtledove (1988)
- Clash of Eagles de Leo Rutman (1990)
- Timewyrm: Exodus (novel·la Doctor Who) de Terrance Dicks (1991)
- Fatherland de Robert Harris (1992)
- No Retreat de John Bowen (1994)
- '48 de James Herbert (1996)
- Attentatet i Pålsjö skog de Hans Alfredson (1996)
- Making History de Stephen Fry (1996)
- Patton's Spaceship de John Barnes (part de  The Timeline Wars series (1997))
- Against the Day de Michael Cronin (1999)
- After Dachau de Daniel Quinn (2001)
- Collaborator de Murray Davies (2003)
- In the Presence of Mine Enemies de Harry Turtledove (2003, les primeres 21 pàgines eren originalment un conte publicat el 1992)
- The Leader de Guy Walters (2003)
- Mobius Dick de Andrew Crumey (2004)
- The Plot Against America de Philip Roth (2004)
- Warlords of Utopia de Lance Parkin (2004)
- Farthing, Ha'penny, i Half a Crown, sèries de Jo Walton (2006–2008)
- Resistance de Owen Sheers (2007)
- The Conquistador's Hat de John Maddox Roberts (2011)
- Dominion de C. J. Sansom (2012)
- A Kill in the Morning de Graeme Shimmin (2014)
- The Afrika Reich i The Madagaskar Plan de Guy Saville (2011-2015)
- Mecha Samurai Empire series de Peter Tieryas (2016–2020)

Els escenaris contrafactuals també s'escriuen com una forma de treball acadèmic en lloc de necessàriament com a ficció i/o novel·la de ficció:
- What If?: The World's Foremost Military Historians Imagine What Might Have Been conté "How Hitler Could Have Won the War" de John Keegan.
- Virtual History: Alternatives and Counterfactuals, editat per Niall Ferguson, conté "Hitler's England: What if Germany had invaded Britain in May 1940?" d’Andrew Roberts i Niall Ferguson, i "Nazi Europe: What if Nazi Germany had defeated the Soviet Union?" de Michael Burleigh.

A la sèrie de Bookazine All About History, What if...Book of Alternate History (2019): Among the articles are What if...Germany had won the Battle of Britain? i What if...The Allies had lost the Battle of the Atlantic?

#### Cinema
- It Happened Here (1966), una pel·lícula britànica dirigida per Kevin Brownlow[16]
- Philadelphia Experiment II (1993)
- Pàtria (1994), basada en la novel·la de 1992
- Jackboots on Whitehall (2010)
- Resistance (2011)

#### Televisió
- The Other Man (1964)

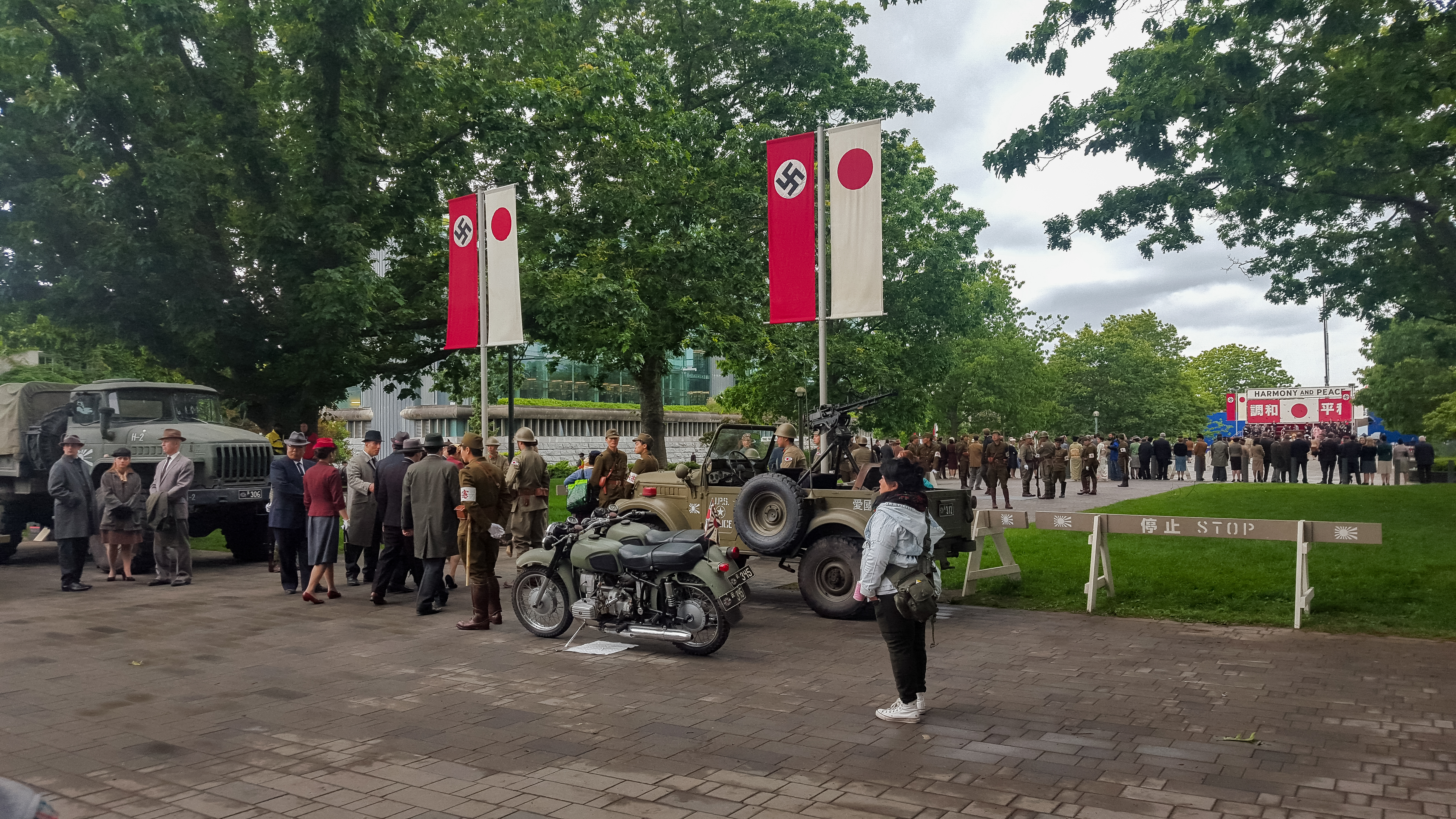
Un plató de cinema a Vancouver, Canadà, utilitzat per a la sèrie de televisió història alternativa del 2015 The Man in the High Castle; l'ocupació de les principals ciutats Aliades per les potències de l'Eix es representa habitualment en els treballs sobre una hipotètica victòria de l'Eix.

- Star Trek (sèrie original): "La ciutat a la frontera del futur" (1967)
- Doctor Who: "Inferno" (1970)
- An Englishman's Castle (1978)
- Darkroom: "Stay Tuned, We'll Be Right Back" (1981)
- Justice League: "The Savage Time" (2002)
- Star Trek: Enterprise: "Zero Hour"/"Storm Front" (2004)
- Misfits: Temporada 3, Episodi 4 (2011)
- Danger 5:, Temporada 2, Episodi 7 "Welcome to Hitlerland" (2015)
- The Man in the High Castle (2015–2019), una sèrie d’Amazon Studios basada en la novel·la de 1962
- SS-GB (2017), una minisèrie de BBC basada en la novel·la de 1978
- Crisis on Earth-X (2017), un esdeveniment d'encreuament Arrowvers de quatre parts entre Supergirl, Arrow, The Flash i Legends of Tomorrow
- The Plot Against America (2020), una minisèrie de HBO basada en la novel·la de 2004

#### Còmics
- "Blitzkrieg 1972", número 155 de The Incredible Hulk (setembre de 1972) mostra una línia temporal alternativa on els nazis liderats pel Capità Axis intenten envair Nova York i lluitar contra uns EUA superats en nombre. Exèrcit assistit pel Hulk.
- El manga de 1988 Kerberos Panzer Cop i mitjans relacionats a la Saga Kerberos de Mamoru Oshii representen un univers alternatiu on l'Alemanya nazi desenvolupa al començament de la guerra el "Protect Gear", un exoesquelet motoritzat, derrotant els aliats i aconseguint ocupar l'Imperi del Japó (part dels aliats a la línia de temps de la saga). No obstant això, el complot del 20 de juliol té èxit, i el règim que va succeir a Hitler purga el nazisme del Reich alemany i restaura la República de Weimar, tot i que es suggereix que l'autoritarisme segueixi sent la ideologia dominant.
- A l'arc de la història de Capità Amèrica de 2003–2004 Cap Lives (Captain America Vol. 4, números 17–20), Captain America es desperta de l'animació suspesa el 1964 per descobrir que, a causa a una anomalia temporal, l'Alemanya nazi ha guanyat la Segona Guerra Mundial i ha conquerit gran part del món, inclosos els Estats Units. Després de llançar una bomba nuclear sobre els Estats Units, l'Alemanya nazi va prendre el control d'Amèrica del Nord, rebatejant Nova York com a "Nova Berlín" i declarant-la capital de l'Amèrica nazi. Red Skull s'ha convertit en el Führer de l'anomenat "Nou Reich" i busca crear un exèrcit de superhomes de raça nòrdica o súper soldats basats en l'ADN del Capità Amèrica. Al costat dels resistents americans que hi ha Bucky Barnes, Nick Fury i els seus Howling Commandos, Peter Parker, Ben Grimm, Johnny Storm, Sue Storm, Reed Richards, Hank Pym, Janet van Dyne, Tony Stark, Donald Blake, Bruce Banner, Matt Murdock, Luke Cage, Frank Castle i Stephen Strange, el Capità Amèrica lluita contra el Nou Reich i aconsegueix tornar a la línia de temps en què havia de ser originalment.[17][18]
- A DC Comics, Earth-X és una Terra alternativa en la qual els nazis van desenvolupar la bomba atòmica abans que els EUA  i va guanyar la Segona Guerra Mundial.
- A la sèrie de còmics A-Next de Marvel Comics, una realitat alternativa designada com a La Terra 9907 és representat, en el qual Red Skull va sobreviure i va assumir el lideratge del Tercer Reich fallit, portant-lo a la dominació total del món.[19]
- La novel·la gràfica de 2003 The Life Eaters és una adaptació i expansió de Thor Meets Captain America.

#### Videojocs
- Rocket Ranger (com a història de fons/realitat alternativa) de Cinemaware (1988)
- Turning Point: Fall of Liberty de Spark Unlimited (2008)
- Battlestations: Pacific de Eidos Interactive (2009)
- Wolfenstein: The New Order de MachineGames (2014)
  - Wolfenstein: The Old Blood (2015)
  - Wolfenstein II: The New Colossus (2017)
  - Wolfenstein: Youngblood (2019)
  - Wolfenstein: Cyberpilot (2019)
- We Happy Few (2018), un joc de supervivència ambientat a una Anglaterra alternativa de mitjans dels anys 60 després de l'èxit d'ocupació del país per l'Alemanya nazi.
- Entre les nombroses línies de temps de la història alternativa que apareixen al joc de rol GURPS Infinite Worlds hi ha la línia de temps molt perillosa coneguda com Reich-5, la pitjor de diverses històries alternatives victorioses dels nazis.
- Al joc de guerra de gran estratègia Hearts of Iron IV de Paradox Interactive, s'han creat moltes modificacions de conversió ambientades en un món amb una victòria de l'Eix.
  - The New Order: Last Days of Europe (abreujat com a TNO), un mod de Hearts of Iron IV que té lloc en una victòria de l'eix a la Segona Guerra Mundial on una Guerra Freda a tres bandes es lluita entre els Amèrica, l'Alemanya i el Japó, a més de que el jugador pot escollir unificar Rússia, que es dividida entre petits estats. El mod ha rebut elogis per la seva rica narració i la seva atmosfera fosca i lúgubre.[20]
  - Thousand Week Reich, presenta una victòria alemanya a la Segona Guerra Mundial. En la seva línia de temps, els alemanys capturen la Força Expedicionària Britànica a la Dunkerque, la qual cosa fa que el Regne Unit signi un pau blanca amb l'Alemanya nazi. L'Alemanya és llavors capaç de conquerir la part occidental de la Unió Soviètica després d'un llarg conflicte. Els Aliats (en pau amb Alemanya) poden guanyar contra Japó al Pacífic. La modificació comença amb una Guerra Freda entre el Pacte de Toronto liderat pels Estats Units i Alemanya.